# Eriodictyon crassifolium
Eriodictyon crassifolium är en strävbladig växtart som beskrevs av George Bentham. Eriodictyon crassifolium ingår i släktet Eriodictyon och familjen strävbladiga växter. Utöver nominatformen finns också underarten E. c. nigrescens.

## Bildgalleri

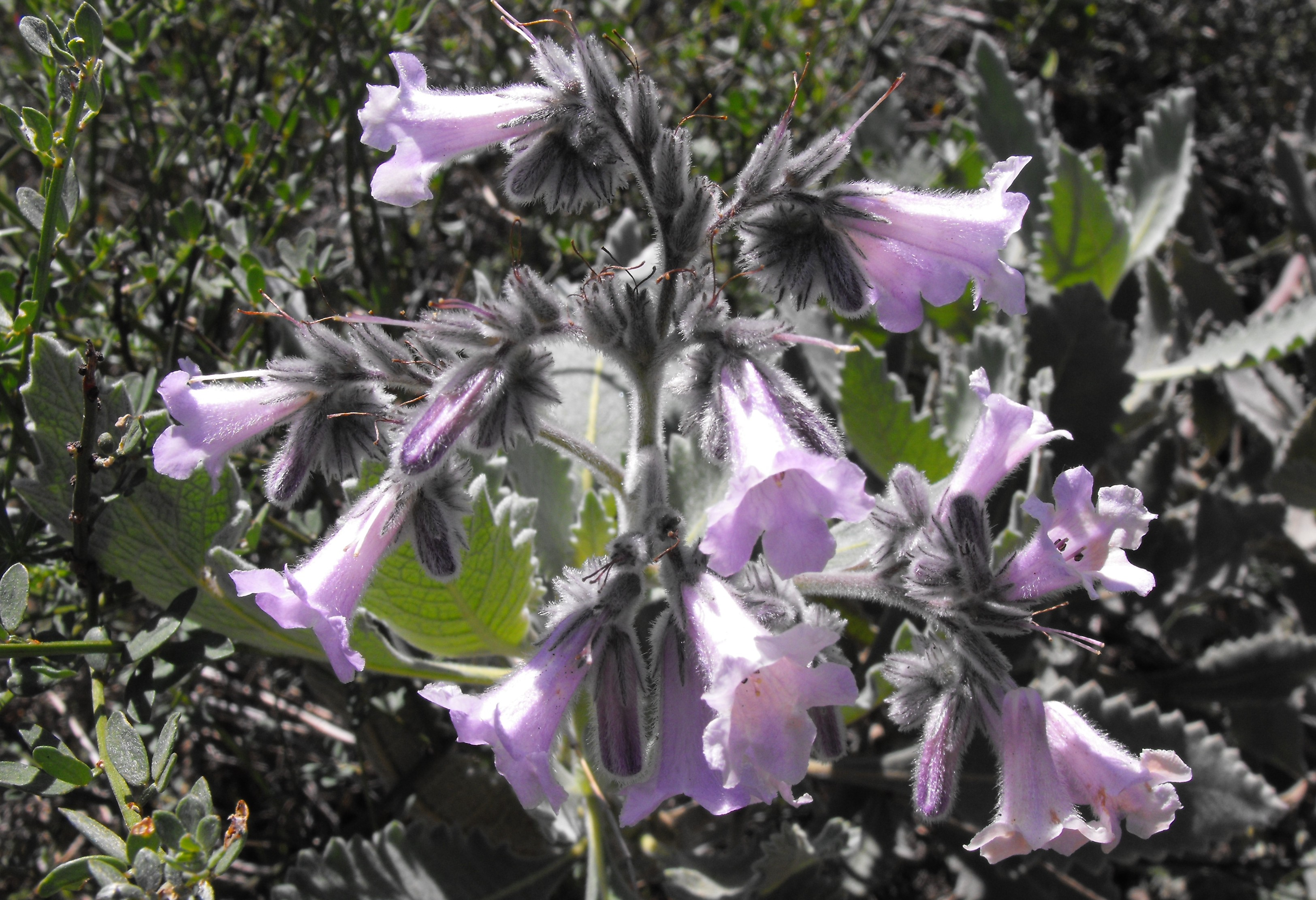